# Introduzione al Libro di Giobbe
(G. K. Chesterton, Introduzione al Libro di Giobbe)
L'Introduzione al Libro di Giobbe è un saggio di G. K. Chesterton.
Fu pubblicata per la prima volta nel 1907 come introduzione (titolata semplicemente Introduction) a un'edizione del Libro di Giobbe per l'editore londinese S. Wellwood. È stata successivamente pubblicata anche separatamente dal testo biblico, raccolta assieme ad altri saggi di Chesterton o anche isolatamente. Nelle fonti di lingua inglese è citata principalmente come Introduction to the Book of Job.

## Contenuti
Con il suo consueto stile arguto e poetico, Chesterton presenta il testo biblico, ragionando sul suo messaggio per gli uomini di tutte le epoche e sul suo valore particolare nel contesto della storia ebraica e della sua successiva influenza sul mondo.
Il testo è breve ma particolarmente denso, affrontando in poco spazio vari argomenti corposi. In sintesi, i punti principali del discorso di Chesterton sono:
- il carattere storicamente composito oppure unitario del testo;
- il fatto che i moderni detrattori della Bibbia fraintendano il pensiero ebraico: sono, inconsciamente, «troppo cristiani»[2];
- «la solitudine di Dio» come idea centrale dell'Antico Testamento;
- il modo in cui il Libro di Giobbe spicca nella Bibbia, chiedendosi quali siano le ragioni di Dio e volendo conoscere la realtà oltre l’apparenza;
- Giobbe come «pessimista» e i suoi consolatori come «ottimisti», interpretazione tradizionale che Chesterton rigetta;
- l’ingresso di Dio, che non risponde alle domande bensì ne fa a sua volta molte altre, assumendo il ruolo dello scettico e rivoltando il razionalismo contro sé stesso;
- il fatto che Dio rimproveri sia il suo accusatore sia i suoi difensori: mentre l’ottimista insiste sulla ragionevolezza del cosmo, Dio dice che per l’uomo l’universo è inesplicabile, diventando per un istante «un bestemmiatore», o addirittura «un ateo»[3];
- le rivelazioni oblique che filtrano dalle domande di Dio: «improvvise e splendide impressioni che il segreto di Dio sia un segreto luminoso e non triste; cenni semiaccidentali, come una luce vista per un istante dalle fessure d’una porta chiusa»[4];
- l'alta qualità poetica dell'opera;
- il suo messaggio morale, che potrebbe aver salvato il pensiero ebraico da un potenziale decadimento;
- la conclusione non «convenzionalmente soddisfacente» del Libro;
- la storia di Giobbe come prefigurazione della morte innocente di Cristo.

L'Introduzione fu pubblicata nel 1907, quindi nel periodo fra Eretici (1905) e Ortodossia (1908). Alcuni dei temi qui toccati sono elaborati più ampiamente da Chesterton nei due libri.

## Accoglienza
Per la sua profondità e bellezza, l'Introduzione è un testo che spicca fra le migliaia di articoli e saggi brevi di Chesterton, e il suo valore è riconosciuto anche da persone lontane dalle idee dell'autore. Secondo la Società Chestertoniana Statunitense è «uno dei saggi più ispirati di Chesterton»; il filosofo ateo Slavoj Žižek, che discute l'Introduzione in La mostruosità di Cristo, la definisce «meravigliosa».

## Edizioni
Elenco parziale.

### In inglese
- Contenuto in (EN) The Book of Job, with an Introduction by G. K. Chesterton, London, S. Wellwood, 1907,  pp. v–(xxiii).
- Contenuto in (EN) The Book of Job, with an Introduction by G. K. Chesterton & illustrated in Colour by C. Mary Tongue, London, Cecil Palmer & Hayward, 1916,  pp. ix–(xxvii).

### In italiano
- Raccolto in  Gilbert Keith Chesterton, La nonna del drago e altre serissime storie, prefazione di S. Nicolini, posfazione di M. Sermarini, Osimo, Leardini, 2011,  pp. 172-184, ISBN 978-88-904385-4-7.
- Gilbert Keith Chesterton, Introduzione al Libro di Giobbe, traduzione e note di G. Mainardi, Trento, Edizioni del Faro, 2023, ISBN 978-88-5512-387-7.